# Нова Європа (міст)
Міст «Нова Європа» або міст Видин—Калафат / Калафат—Видин (болг. мост Видин—Калафат; рум. podul Calafat—Vidin) — найновіший міст через Дунай, що сполучає болгарське місто Видин та румунське місто Калафат.
Він входить до 4-го пан'європейського транспортного коридору і Європейського маршруту E79. Має ключове значення для південно-східної транспортної осі Європи з його можливостями комбінованих перевезень і перенесенням певних обсягів трафіку з автомобільного на залізничний транспорт.
За конструкцією це вантовий міст із залізобетону. Загальна довжина моста становить 3598 метрів, а над водою — 1791 метр. Число прольотів — 13, основний — 180 метрів. По мосту прокладено 4 смуги для автомобілів, залізнична лінія, одна велосипедна доріжка та дві пішохідні.
Міст офіційно відкрито у присутності єврокомісара Йоганнеса Гана 14 червня 2013 року, а вже з 15 червня 2013 року він в експлуатації.

## Оплата за користування
Починаючи з 1 липня 2013 збір за користування мостом складає:
| Транспортний засіб                                                                          | Євро       | Лев        | Лей        |
| ------------------------------------------------------------------------------------------- | ---------- | ---------- | ---------- |
| До 8+1 пасажирських місць або вагою до 3,5 тон                                              | 6 євро     | 12 левів   | 27 леїв    |
| Від 9 до 23 пасажирських місць або вантажівки вагою до 7,5 тон                              | 12 євро    | 23 леви    | 54 леї     |
| Вантажівки вагою до 12 тон                                                                  | 18 євро    | 35 левів   | 81 лей     |
| Понад 23 пасажирських місця або вантажівки вагою понад 12 тон (до 3-х колісних пар включно) | 25 євро    | 49 левів   | 113 леїв   |
| Вантажівки вагою понад 12 тон (від 4-х колісних пар)                                        | 37 євро    | 72 леви    | 167 леїв   |
| Пішоходи, велосипедисти                                                                     | безоплатно | безоплатно | безоплатно |

Пункти сплати, що одночасно слугують пунктами пропуску (досі обидві країни не приєдналися до Шенгенської зони), розташовані на румунському боці.